# 최대 산소 섭취량
최대 산소 섭취량(maximal oxygen consumption)은 신체 활동 중에 신체가 산소를 섭취(소비)할 수 있는 최대 소비율이다. V̇O2 max 혹은 VO2 max라고도 표기하며, V̇는 부피(volume, 뉴턴식 표기를 따라 위쪽에 점을 붙여 시간당 부피임을 나타낸다)를, O2는 산소를, max는 최대치를 의미한다. 일반적으로 mL/(kg·분) 단위를 사용하여 1분에 체질량 1kg당 소비하는 산소의 부피를 mL 단위로 나타낸다.
최대 산소 섭취량은 운동중 심폐 능력과 지구력을 나타내는 정량적인 지표로, 지구력 훈련의 효과를 평가하거나 사람들 간의 운동 능력 비교를 위해 사용할 수 있다. 장거리 달리기 선수, 사이클 경주 선수 또는 올림픽 크로스컨트리 스키 선수와 같은 엘리트 운동 선수의 최대 산소 섭취량은 90 mL/(kg·분)을 넘기도 하며, 알래스카 허스키와 같이 지구력이 좋은 동물들은 최대 산소 섭취량이 200mL/(kg·분)에 달하기도 한다.
신체 훈련이나 관련 연구를 수행할 때 신체 활동의 수준을 정량적으로 나타내기 위해 최대 산소 섭취량을 사용하는 경우가 많다. 예를 들어 장시간 운동을 위해서는 활동 수준을 최대 산소 섭취량의 65% 이하로 제한해야 한다고 표현할 수 있다. 최대 산소 섭취량은 심박수에 비해 더 정교한 지표로 간주되지만 측정하기는 더 까다롭다.

## 체질량당 산소 소비율
최대 산소 소비량은 분당 소비하는 산소의 총량으로 나타낼 수도 있고 (단위: L/분) 이를 체질량으로 나누어 체질량당 분당 소비하는 산소의 양으로 나타낼 수도 있다 (단위: mL/(kg·분)). 일반적으로 스포츠 선수간의 지구력을 비교하기 위해서는 후자를 사용한다. 그러나 최대 산소 소비량은 체질량에 선형으로 비례하여 늘어나지 않는다. 이는 사람들 간에도 그렇고, 종(種)간에도 마찬가지다. 따라서 개인간 혹은 종간 운동 능력을 비교할 때에는 반드시 적절한 통계적 보정(공분산 분석 등)을 거쳐야 한다.

## 측정
최대 산소 섭취량을 정확하게 측정하기 위해서는 유산소 에너지 시스템에 충분한 부담을 줄 만큼의 시간과 강도로 물리적인 운동을 수행해야 한다. 일반적으로 운동 강도를 점진적으로 증가시키는 단계적 운동 테스트를 수행하면서 다음을 측정한다:
- 호흡
- 들숨과 날숨의 산소 및 이산화탄소 농도

테스트는 트레드밀이나 사이클 에르고미터에서 수행한다. 훈련받지 않은 피험자의 경우 트레드밀에 비해 사이클 에르고미터를 사용할 때의 최대 산소 섭취량이 10%~20% 정도 더 낮다. 그러나 훈련된 사이클리스트의 사이클 에르고미터 측정 결과는 트레드밀에서 얻은 결과와 같거나 그보다 더 높다.
운동 강도를 증가시켜도 산소 소비량이 늘어나지 않을 때 (즉, 운동 강도에 대한 산소 소비율 그래프가 수평이 될 때) 고전적인 의미에서의 최대 산소 섭취량에 도달하게 된다. 하지만 이러한 그래프의 수평 지점은 아예 나타나지 않을 수도 있으며, 사람에 따라 혹은 샘플링 간격에 따라 달라지기도 하므로, 이를 보정하기 위한 여러 변형 측정법이 존재하고 조금씩 다른 결과를 보인다.

## 준최대 운동 테스트를 이용한 추정
최대 산소 섭취량을 정확하게 측정하기 위해서는 최대한의 심폐 부하에 도달하기 위한 신체 활동을 해야 하는데, 이는 호흡기나 심혈관계가 손상된 사람에게는 위험할 수 있다. 따라서 최대 운동을 하지 않고도 최대 산소 섭취량을 측정하기 위한 준최대 운동 테스트가 개발되었다.

### 심박수 비율을 이용한 방법
최대 심박수와 안정시 심박수를 이용한 최대 산소 섭취량 추정 방법이다. 공식은 다음과 같다:
{\displaystyle {\ce {{\dot {V}}O2}}\max \approx {\frac {{\text{HR}}_{\max }}{{\text{HR}}_{\text{rest}}}}\times 15.3{\text{ mL}}/({\text{kg}}\cdot {\text{minute}})}
이 수식은 최대 심박수(HR max)와 안정시 심박수(HR Rest)의 비율을 사용하여 최대 산소 섭취량을 추정한다. 연구진은 이 방법이 잘 훈련된 21~51세 남성에 대한 측정에 기초한 것이기 때문에 다른 집단에 대해서는 신뢰도가 떨어진다고 경고했다. 또한 최대 심박수는 나이를 이용한 추정치를 사용하기보다는 실제로 측정한 값을 사용할 때 가장 잘 들어맞는다고 한다.
상수 계수 15.3은 잘 훈련된 남성에게 적합하다. 이후 연구에서는 다양한 집단에 대해 수정된 상수 계수를 제안한다. Voutilainen et al. 2020에 따르면 흡연 이력이 없고 심혈관계 질환이나 기관지 천식, 암이 없는 40세 정도의 보통 체중 남성은 이 계수로 14를 사용해야 한다. 또한 나이가 10세 증가하는 경우, 정상 체중에서 비만이 된 경우, 비흡연자였다가 현재 흡연을 하는 경우, 각각의 경우에 계수를 1 줄인다. 결과적으로, 60세 비만 흡연자 남성의 최대 산소 섭취량은 최대 심박수와 안정시 심박수의 비율에 10을 곱하여 추정한다.

### 쿠퍼 테스트
케네스 H. 쿠퍼는 1960년대 후반에 미 공군을 위해 연구를 수행했는데, 그 결과 중 하나가 12분 동안 달리는 거리를 측정하는 쿠퍼 테스트였다. 최대 산소 섭취량 추정치는 12분 동안 달린 거리 d12(단위: m)를 이용해서 다음과 같이 구할 수 있다. (단위: mL/(kg·분))
{\displaystyle {\ce {{\dot {V}}O2}}\max \approx {d_{12}-504.9 \over 44.73}}
달린 거리를 마일로 나타내면 다음과 같이 계산할 수도 있다.
{\displaystyle {\ce {{\dot {V}}O2}}\max \approx {(35.97*d'_{12})-11.29}}

## 참고값
남성의 최대 산소 섭취량은 여성에 비해 트레드밀에서는 평균 26% (6.6mL/(kg·분)) 높고, 사이클 에르고미터에서는 평균 37.9% (7.6mL/(kg·분)) 높다. 그리고 사이클 에르고미터에서 측정 시 트레드밀에서보다 평균 22% (4.5mL/(kg·분)) 더 높게 측정된다.
| 백분위            | 연령대 (년) | 연령대 (년) | 연령대 (년) | 연령대 (년) | 연령대 (년) | 연령대 (년) | 연령대 (년) | 연령대 (년) | 연령대 (년) | 연령대 (년) | 연령대 (년) | 연령대 (년) | 연령대 (년) | 연령대 (년) |
| 백분위            | 남성        | 남성        | 남성        | 남성        | 남성        | 남성        | 남성        | 여성        | 여성        | 여성        | 여성        | 여성        | 여성        | 여성        |
| 백분위            | 20–29       | 30–39       | 40–49       | 50–59       | 60–69       | 70–79       | 80–89       | 20–29       | 30–39       | 40–49       | 50–59       | 60–69       | 70–79       | 80–89       |
| 트레드밀          | 트레드밀    | 트레드밀    | 트레드밀    | 트레드밀    | 트레드밀    | 트레드밀    | 트레드밀    | 트레드밀    | 트레드밀    | 트레드밀    | 트레드밀    | 트레드밀    | 트레드밀    | 트레드밀    |
| ----------------- | ----------- | ----------- | ----------- | ----------- | ----------- | ----------- | ----------- | ----------- | ----------- | ----------- | ----------- | ----------- | ----------- | ----------- |
| 90                | 58.6        | 55.5        | 50.8        | 43.4        | 37.1        | 29.4        | 22.8        | 49.0        | 42.1        | 37.8        | 32.4        | 27.3        | 22.8        | 20.8        |
| 80                | 54.5        | 50.0        | 45.2        | 38.3        | 32.0        | 25.9        | 21.4        | 44.8        | 37.0        | 33.0        | 28.4        | 24.3        | 20.8        | 18.4        |
| 70                | 51.9        | 46.4        | 40.9        | 34.3        | 28.7        | 23.8        | 20.0        | 41.8        | 33.6        | 30.0        | 26.3        | 22.4        | 19.6        | 17.3        |
| 60                | 49.0        | 43.4        | 37.9        | 31.8        | 26.5        | 22.2        | 18.4        | 39.0        | 31.0        | 27.7        | 24.6        | 20.9        | 18.3        | 16.0        |
| 50                | 46.5        | 39.7        | 35.3        | 29.2        | 24.6        | 20.6        | 17.6        | 36.6        | 28.3        | 25.7        | 22.9        | 19.6        | 17.2        | 15.4        |
| 40                | 43.6        | 37.0        | 32.4        | 26.9        | 22.8        | 19.1        | 16.6        | 34.0        | 26.4        | 23.9        | 21.5        | 18.3        | 16.2        | 14.7        |
| 30                | 40.0        | 33.5        | 29.7        | 24.5        | 20.7        | 17.3        | 16.1        | 30.8        | 24.2        | 21.8        | 20.1        | 17.0        | 15.2        | 13.7        |
| 20                | 35.2        | 29.8        | 26.7        | 22.2        | 18.5        | 15.9        | 14.8        | 27.2        | 21.9        | 19.7        | 18.5        | 15.4        | 14.0        | 12.6        |
| 10                | 28.6        | 24.9        | 22.1        | 18.6        | 15.8        | 13.6        | 12.9        | 22.5        | 18.6        | 17.2        | 16.5        | 13.4        | 12.3        | 11.4        |
| 사이클 에르고미터 |             |             |             |             |             |             |             |             |             |             |             |             |             |             |
| 90                | 62.2        | 50.5        | 41.9        | 37.1        | 31.4        | 26.2        | 18.7        | 46.0        | 32.0        | 27.3        | 22.4        | 20.3        | 18.0        | 18.1        |
| 80                | 57.0        | 39.0        | 35.1        | 31.6        | 27.0        | 22.6        | 17.3        | 40.9        | 27.0        | 23.5        | 20.4        | 18.5        | 16.8        | 14.3        |
| 70                | 52.8        | 35.5        | 31.4        | 28.4        | 24.5        | 20.6        | 16.2        | 37.5        | 24.5        | 21.8        | 18.9        | 17.4        | 15.9        | 12.9        |
| 60                | 48.3        | 31.6        | 29.0        | 26.3        | 23.3        | 19.4        | 14.6        | 34.3        | 22.9        | 20.3        | 17.8        | 16.4        | 15.0        | 11.3        |
| 50                | 44.0        | 30.2        | 27.4        | 24.5        | 21.7        | 18.3        | 13.2        | 31.6        | 21.6        | 18.8        | 16.9        | 15.7        | 14.5        | 10.9        |
| 40                | 40.8        | 27.9        | 25.4        | 23.1        | 20.7        | 17.1        | 12.2        | 28.9        | 19.9        | 17.9        | 16.1        | 15.0        | 13.6        | 10.1        |
| 30                | 37.4        | 25.7        | 23.8        | 22.0        | 19.1        | 16.0        | 11.1        | 25.6        | 18.6        | 16.6        | 15.2        | 14.2        | 12.9        | 9.4         |
| 20                | 34.5        | 22.6        | 21.9        | 20.2        | 17.5        | 14.7        | 9.7         | 21.9        | 17.0        | 15.4        | 14.3        | 13.4        | 12.0        | 8.7         |
| 10                | 28.8        | 19.1        | 19.8        | 17.2        | 14.7        | 11.0        | 8.4         | 18.8        | 15.0        | 13.7        | 13.0        | 12.2        | 10.7        | 7.8         |

## 훈련의 효과

### 비운동선수
훈련 받지 않은 건강한 평균 남성의 최대 산소 섭취량은 약 35~40mL/(kg·분)이다. 훈련받지 않은 건강한 평균 여성의 최대 산소 섭취량은 약 27~31mL/(kg·분)이다. 이러한 수치는 훈련을 통해 향상되고 나이가 들면서 감소할 수 있다. 그러나 훈련을 통해 얼마나 향상시킬 수 있는지는 사람마다 큰 편차를 보인다.

### 운동선수
로드 사이클링, 조정, 크로스컨트리 스키, 수영, 장거리 달리기와 같이 운동 능력에서 지구력이 큰 비중을 차지하는 종목에서 세계적 수준의 운동선수들은 일반적으로 높은 최대 산소 섭취량을 갖는다. 남성 엘리트 주자는 최대 85mL/(kg·분), 여성 엘리트 주자는 약 77mL/(kg·분)의 산소를 소비할 수 있다.
체질량당 섭취량이 아닌 분당 총 산소 섭취량은 조정 선수들이 높다. 조정 선수들의 체질량당 산소 섭취량은 타 종목에 비해 조금 낮지만 육중한 체형 때문에 총 산소 섭취량은 더 높기 때문이다. 1984년에 엘리트 조정 선수들의 분당 최대 총 산소 섭취량을 측정한 결과, 남성은 6.1±0.6 L/분, 여성은 4.1±0.4 L/분이었다. 뉴질랜드의 스컬 선수 롭 와델의 분당 최대 총 산소 섭취량은 지금까지 측정된 것 수치 중 가장 높다.

### 동물
다른 여러 동물 종에 대해서도 최대 산소 섭취량 측정이 이루어졌다. 수영을 하는 동안 생쥐의 최대 산소 섭취량은 약 140mL/(kg·분)이었다. 서러브레드 품종의 말은 18주간의 고강도 훈련 후 수행한 테스트에서 약 193mL/(kg·분)의 최대 산소 섭취량을 보였다. 썰매개 경주에서 달리는 알래스카 허스키의 최대 산소 섭취량은 240mL/(kg·분)이었다. 가지뿔영양의 최대 산소 섭취량은 300mL/(kg·분)에 달하는 것으로 추정된다.

## 같이 보기
- 무산소 운동
- 비교생리학